# Preussen Krefeld
Preussen Krefeld (celým názvem: Krefelder Turn- und Sportverein Preussen 1855 e. V.) je německý sportovní klub, který sídlí ve městě Krefeld ve spolkové zemi Severní Porýní-Vestfálsko. Založen byl v roce 1855. Oddíl ledního hokeje byl založen v roce 1945. Největším úspěchem oddílu pak byl zisk mistrovského titulu z ročníku 1950/51. DEV-Pokal získal v roce 1958. Oddíl zanikl v roce 1971. Klubové barvy jsou černá a bílá.
Mimo zaniklý oddíl ledního hokeje má / měl sportovní klub i jiné oddíly, mj. oddíl fotbalu, badmintonu, plavání, stolního tenisu a gymnastiky.

## Získané trofeje
- Meisterschaft / Bundesliga / DEL ( 1× )
  - 1950/51
- DEV-Pokal ( 1× )
  - 1957/58

## Přehled ligové účasti (oddíl ledního hokeje)
Zdroj: 
- 1948–1958: Eishockey-Oberliga (1. ligová úroveň v Německu)
- 1958–1964: Eishockey-Bundesliga (1. ligová úroveň v Německu)
- 1964–1965: Eishockey-Oberliga (2. ligová úroveň v Německu)
- 1965–1969: Eishockey-Bundesliga (1. ligová úroveň v Německu)
- 1969–1971: Eishockey-Oberliga Nord (2. ligová úroveň v Německu)
- 1971–1972: Eishockey-Bundesliga (1. ligová úroveň v Německu)

## Účast v mezinárodních pohárech
Zdroj: 
Legenda: SP - Spenglerův pohár, EHP - Evropský hokejový pohár, EHL - Evropská hokejová liga, SSix - Super six, IIHFSup - IIHF Superpohár, VC - Victoria Cup, HLMI - Hokejová liga mistrů IIHF, ET - European Trophy, HLM - Hokejová liga mistrů, KP – Kontinentální pohár
- SP 1951 – Finále
- SP 1952 – Zápas o 3. místo
- SP 1953 – Zápas o 3. místo
- SP 1963 – Základní skupina (5. místo)